# Leptotarsus (Macromastix) dichroithorax
Leptotarsus (Macromastix) dichroithorax is een tweevleugelige uit de familie langpootmuggen (Tipulidae). De soort komt voor in het Australaziatisch gebied.